# Fowler (Californië)
Fowler is een plaats in Fresno County in Californië in de VS.

## Geografie
Fowler bevindt zich op 36°37′39″Noord, 119°40′35″West. De totale oppervlakte bedraagt 5,3 km² (2,0 mijl²) wat allemaal land is.

## Demografie
Volgens de census van 2000 bedroeg de bevolkingsdichtheid 756,8/km² (1964,5/mijl²) en bedroeg het totale bevolkingsaantal 3979 als volgt onderverdeeld naar etniciteit:
- 49,08% blanken
- 2,06% zwarten of Afrikaanse Amerikanen
- 1,61% inheemse Amerikanen
- 5,58% Aziaten
- 0,08% mensen afkomstig van eilanden in de Grote Oceaan
- 37,70% andere
- 3,90% twee of meer rassen
- 67,28% Spaans of Latino

Er waren 1242 gezinnen en 962 families in Fowler. De gemiddelde gezinsgrootte bedroeg 3,16.

## Plaatsen in de nabije omgeving
De onderstaande figuur toont nabijgelegen plaatsen in een straal van 16 km rond Fowler.